# Системы кондиционирования воздуха на судах

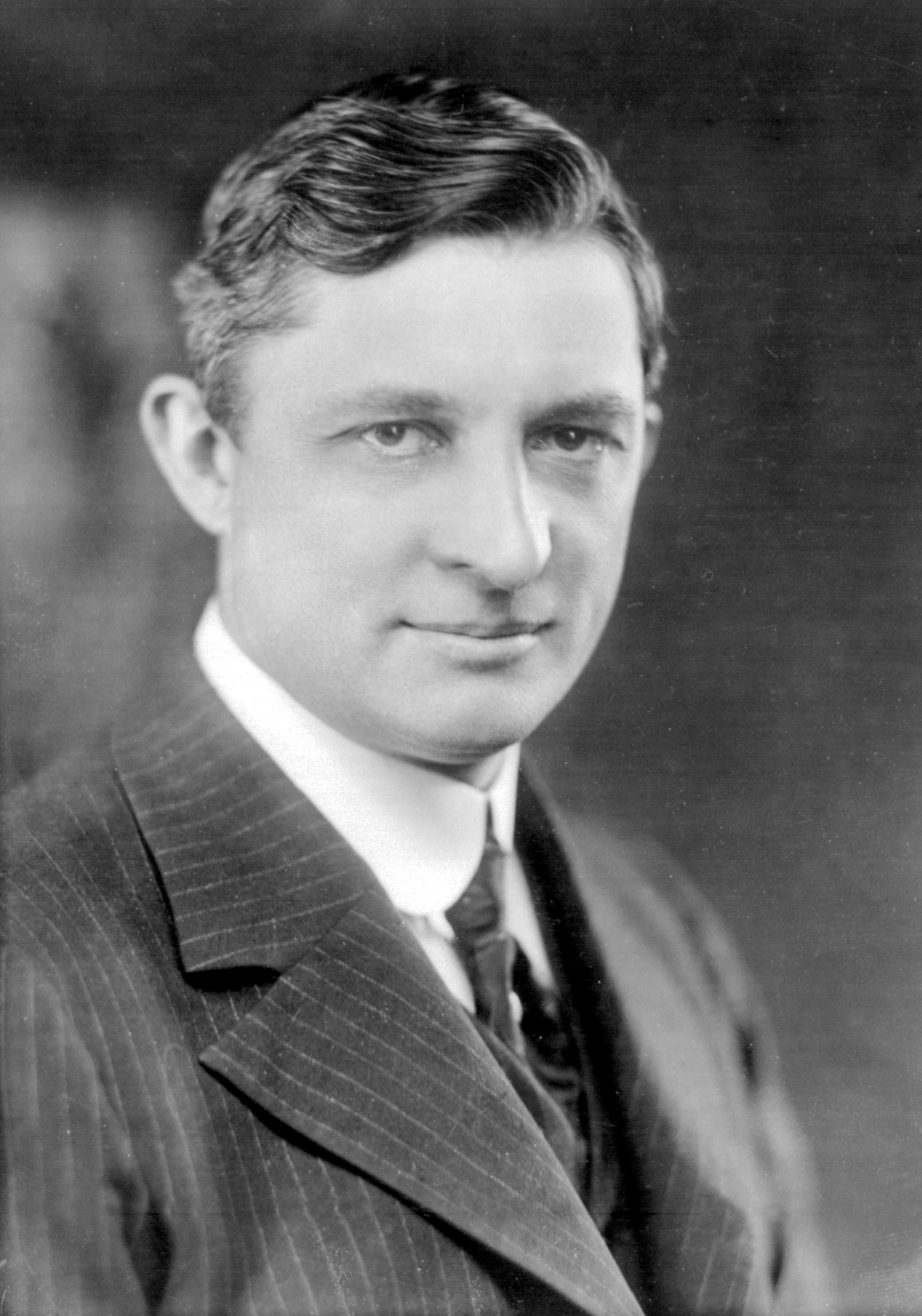
В 1906 году Уиллис Кэрриер получил патент на контроль температуры и влажности воздуха.

## История
Паровые вентиляторы использовались на судоходстве примерно с 1820-х годов. Сначала в качестве вентиляторов для котлов, а затем для вентиляции помещений. С появлением пассажирских судов, суда становились всё комфортнее. После изобретения холодильных машин воздух также охлаждался, а после 1906 года даже увлажнялся и осушался.

## Введение
Независимо от типа судна условия кондиционирования и вентиляции на морских судах оказывают длительное влияние кондиционирования и вентиляции на самочувствие экипажа, ощущение комфорта пассажиров и безаварийную работу машин, систем и сооружений.

### Нормативно-правовые акты
Суда, плавающие под немецким флагом, подчиняются правилам одного из признанных классификационных обществ, Торговой ассоциации по транспорту и управлению движением Германии (нем. BG-Verkehr) и Федерального морского и гидрографического агентства Германии (нем. BSH).
Системы кондиционирования должны проектироваться как автономные системы внутри пожарных зон или водонепроницаемых отсеков.

## Строительство судовых систем кондиционирования воздуха
Основным компонентом любой системы кондиционирования является центральное устройство, в котором обрабатываются и регулируются параметры приточного воздуха. Сегодня новые европейские суда используют почти исключительно модульные агрегаты. Они состоят из:
- смесительной камеры, в которой смешиваются свежий и вытяжной воздух. Для экипажа используется 100 % свежий воздух и не используется рециркуляция воздуха. Это тоже один из нормативов.
- фильтра для очистки воздуха от грязи и пыли.
- подогревателя, работает в зимнем режиме. Теплоносителем может быть горячая вода (температура 80-90 °C), термомасло, пар или электрические нагревательные элементы.
- охладителя воздуха / осушителя: отфильтрованный воздух поступает в воздухоохладитель, охлаждаясь до температуры примерно 12-14 °C. Происходит осушение, после которого конденсат собирается под радиатором и подается в дренажную систему судна.

Когда речь идет о воздухоохладителях, различают процессы прямого и непрямого охлаждения.
- Прямой: хладагент испаряется непосредственно в воздухоохладителе (грузовые суда).
- Косвенный: Холодная вода подается в охладитель с температурой на входе 6-7°С. Охлаждение холодной воды в испарителе (паром, круизный лайнер)
- Увлажнитель: Воздух после подогревателя имеет относительную влажность около 20-30 %, необходимо обогащение до 50-60 % с помощью увлажнения паром или распылением. Из гигиенических соображений предпочтительно использовать паровое увлажнение.
- Водоотделитель: отделяет капли воды, попавшие в воздухоохладитель или образовавшиеся в результате увлажнения воздуха.
- Последующий нагрев только в режиме охлаждения.
- Вентилятор: Вентилятор, преимущественно радиального типа, является единственной движущейся частью кондиционера. Приводится в движение электродвигателем обычно с частотным регулированием или с переключением полюсов.
- Распределительная камера: Воздушный поток, выходящий из вентилятора, подается в отдельные приточные воздуховоды (количество зависит от размеров судна) в распределительной камере.

Помимо стандартных компонентов, упомянутых выше, при необходимости можно добавить следующее:
- Фильтр с активированным углем. Если поток приточного воздуха имеет сильный запах, фильтры с активированным углем можно установить перед комбинацией воздухоохладителя и обогревателя.
- Рекуперация тепла: Для экономики энергии иногда устанавливают системы рекуперации тепла (регенератор, роторный теплообменник).